# Monkey Island 2: LeChuck's Revenge
Monkey Island 2: LeChuck's Revenge è il secondo capitolo della saga di avventure grafiche Monkey Island ed è stato prodotto nel 1991, a un anno di distanza dal primo. Come il precedente The Secret of Monkey Island, racconta le avventure piratesche di Guybrush Threepwood, ed è permeato da una forte vena umoristica, basata su diverse battute e situazioni comiche, surreali, anacronistiche, con frequenti citazioni di altri titoli LucasArts e LucasFilm. Nel 2009 ne è stata pubblicata un'edizione speciale ridisegnata, rimasterizzata e doppiata come per The Secret of Monkey Island.

## Trama
La storia inizia con Guybrush, attaccato ad una corda e sospeso nel vuoto; dopo pochi secondi arriva Elaine, alla quale comincia a raccontare le sue avventure: ed è qui che il gioco comincia. Guybrush racconta a due pirati la storia di come ha sconfitto LeChuck. Rivela inoltre che è sulle tracce del leggendario tesoro "Big Whoop", e di una nave per trovarlo. I pirati informano però Guybrush che Largo LaGrande, ex tirapiedi di LeChuck, ha posto un embargo sull'isola. Guybrush, con la bambola voodoo che la Signora del Voodoo gli ha consigliato di costruire, riesce a sconfiggere Largo. Comunque, cercando di provare che fosse stato davvero lui ad uccidere LeChuck, Guybrush fa l'errore di mostrare a Largo che possiede un pezzo della barba di Lechuck. Largo ruba la barba e la usa per far resuscitare il suo vecchio padrone. Dopo che la signora del Voodoo dice a Guybrush che "l'unico modo per fermare LeChuck sta adesso nel segreto di Big Whoop", Guybrush continua la sua avventura in cerca di questo tesoro.
Dopo una lunghissima impresa, comprendente qualsiasi cosa fra una ricerca in biblioteca ed una gara di sputi, Guybrush riesce a ricostruire la mappa a lungo perduta di Dinky Island, considerato il posto dove è sepolto Big Whoop. A causa di LeChuck Guybrush perde la mappa, ma arriva comunque su Dinky Island, dove incontra Herman Toothrot intento a insegnare filosofia. Herman è, ovviamente, di nessun aiuto per Guybrush ma il suo pappagallo ricorda la conversazione fra i marinai che originariamente scoprirono Big Whoop e guida Guybrush al sito dove il tesoro fu sepolto; a questo punto Guybrush fa saltare in aria il punto indicato rivelando una specie di bunker e si cala giù nel buco con una corda.

### Il finale
A questo punto torniamo alla scena che abbiamo visto in apertura, Elaine e Guybrush che parlano; sfortunatamente per Guybrush, la sua corda si spezza e lui cade in una serie di tunnel artificiali. LeChuck, che si trova nei tunnel, inizia a rincorrere Guybrush, tormentandolo con una bambola voodoo. Scappando da LeChuck, Guybrush fa un certo numero di scoperte sorprendenti (più per il giocatore che per lui), incluse le ossa dei propri genitori e un ascensore per Mêlée Island. Muovendosi di stanza in stanza nel tunnel sotterraneo, Guybrush riesce a costruire a sua volta una bambola voodoo di LeChuck, usando la quale riesce a sconfiggerlo. In un finale a sorpresa, LeChuck implora Guybrush di togliergli quella che si scopre essere una maschera, rivelando di essere Chuckie, il fratello di Guybrush. Subito dopo, un inserviente si avvicina ai due, dicendo che non dovrebbero essere lì, e li accompagna fuori dal tunnel: Guybrush e Chuckie, che ora appaiono come due bambini, tornano così all'esterno del "parco divertimenti Big Whoop", in cui incontrano i loro genitori.

## Modalità di gioco
Il gioco è una classica avventura punta e clicca, con interfaccia basata su visuale in terza persona 2,5D e un menù situato sotto la scena, più immediato di quello del primo Monkey Island, formato da 9 possibili azioni (Dai, Raccogli, Usa, ecc) mostrate come etichette di testo e dall'inventario degli oggetti posseduti, mostrati invece come immagini.
Per far muovere Guybrush basta cliccare sulla scena, mentre cliccando sulle azioni e su uno o due oggetti utilizzabili presenti sulla scena (la cui presenza è rivelata al passaggio del mouse) o nell'inventario si compone progressivamente la frase che descrive ciò che Guybrush tenterà di fare.
I dialoghi avvengono tramite testo in sovraimpressione; il gioco venne pubblicato anche in italiano.
Il gioco comprende due livelli di difficoltà: la versione completa costituisce il gioco normale, mentre nella versione facile sono stati resi più semplici alcuni enigmi.
È stata introdotta anche una maggiore elasticità che consente di affrontare molti enigmi in maniera non necessariamente sequenziale.

## Isole e luoghi
- Scabb Island;
- Booty Island;
- Phatt Island;
- Fortezza di LeChuck;
- Dinky Island;
- il tunnel.

### Scabb Island
Scabb Island non ha alcun governatore, essendo «una cooperativa anarchica di pirati, tagliagole e altri criminali; un riparo per mascalzoni e ribelli».
In quel periodo l'isola è terrorizzata dalla presenza di Largo LaGrande, l'ex tirapiedi di LeChuck. Se non fosse per lui, essa sarebbe una piccola e tranquilla isola, poiché in questo gioco si è soliti ironizzare sulla bonarietà dei pirati e sulla loro assoluta pigrizia. Il nome "Scabb" si rifà alla parola inglese "scab" che significa rogna, scabbia.

### Booty Island
Booty island fa parte dell'Area delle Tre Isole insieme a Plunder Island e a Scabb Island ed è sottoposta alla giurisdizione del governatore Elaine Marley. "Booty" in inglese significa bottino.

### Phatt Island
Phatt Island è sotto la giurisdizione di un dittatore, L. Phatt. Egli è più che obeso ed è perennemente a letto nella sua pacchiana camera da letto. Ogni tanto suona un campanello che lo sveglia e gli serve da mangiare direttamente nella sua bocca. Esiste una sola guardia che controlla l'accesso alla camera.

### Dinky Island
Dinky Island è un'isola selvaggia famosa per la presenza del tesoro di Big Whoop anche se nessuno sa dire il suo nome con esattezza. Essa fu trovata prima da LeChuck, che diventò immortale grazie al potere di Big Whoop e poi dalla ciurma formata da Horatio Torquemada Marley, Rum Roger, Young Lindy e Rapp Scallion, che decisero di dividere in quattro la mappa e di tenersi ognuno un pezzo.

## Big Whoop
È un tesoro molto ambito da tutti i pirati ed è il perno intorno a cui si svolge tutta l'avventura del secondo capitolo della saga. È situato su Dinky Island sotto la grande X.
In base alla concezione originale della storia, Big Whoop sarebbe un portale per un mondo parallelo in grado di salvare Guybrush da LeChuck; questo spiegherebbe il biglietto trovato nel baule ed il parco divertimenti alla fine del gioco.
Nel terzo capitolo della saga tuttavia LeChuck afferma che è un portale attraversando il quale si ottiene l'immortalità; questo insieme all'Insulto Supremo è il più grande potere voodoo dell'area delle tre isole.
Il primo pirata a trovarlo e ad usufruire dei suoi poteri fu LeChuck, che infatti, una volta morto, ritorna protagonista come fantasma e, ancora, come zombie e demone.
Dopo di lui anche la ciurma formata da Horatio Torquemada Marley, Rapp Scallion, Rum Roger e Young Lindy trovò il forziere ma decise di non aprirlo. Fu fatta una mappa, e fu divisa in quattro pezzi, uno per ogni membro dell'equipaggio.

## Personaggi
- Guybrush Threepwood
- LeChuck
- Elaine Marley
- Largo LaGrande, personaggio che appare solo in questo episodio, è il braccio destro di LeChuck. Guybrush fa il suo incontro su Scabb Island, sulla quale Largo comanda indisturbato grazie alla sua conoscenza con LeChuck e all'embargo fiscale che impone. È un piccoletto, ma un duro molto forte, e Guybrush lo sconfiggerà realizzando una sua bambola vudù, per la quale deve procurarsi vari ingredienti, ad esempio la forfora presente sui parrucchini dell'avversario. Largo divenne un personaggio molto apprezzato dai giocatori grazie al buon character design, alla sua personalità singolare e all'inconfondibile accompagnamento musicale.[3]

### La ciurma del capitano Marley
Le avventure del secondo capitolo girano intorno alla caccia del tesoro di Big Whoop. Per trovarlo Guybrush va alla ricerca dei quattro marinai che componevano la ciurma della nave che lo trovò. Ognuno di essi ha un pezzo della mappa.
- Horatio Torquemada Marley: era il capitano della ciurma, gli venne affidato il 1° quadrante (angolo in alto a sinistra) della mappa per il tesoro.
- Rapp Scallion: era il cuoco della ciurma, gli venne affidato il 2° quadrante (angolo in alto a destra) della mappa per il tesoro. Dopo l'avventura ritornò a Scabb Island dove mise in piedi un piccolo ristorante specializzato nella cottura dei würstel. Dopo che LeChuck scoprì Big Whoop, egli uccise tutti i componenti della ciurma. Rapp Scallion morì a causa dell'inalazione del gas dei fornelli della sua cucina. Famoso per la sua sbadataggine, la sua morte passò inosservata. Fu seppellito come fu trovato e, quindi, tenne la mappa con sé nella tasca del suo grembiule.
- Rum Rogers: era il nostromo della ciurma, gli venne affidato il 3° quadrante (l'angolo in basso a sinistra) della mappa per Dinky Island. Alla fine della ricerca Rum Roger Sr. si recò sul Phatt Island dove, sulla villetta sull'isola, cominciò a produrre uno dei più buoni rum dei Caraibi nella sua vasca da bagno. Dopo che LeChuck scoprì Big Whoop, egli uccise tutti i componenti della ciurma. Rum Roger Sr. morì a causa del tostapane che LeChuck gli aveva buttato nella vasca da bagno. Nella villetta adesso sembra abitare il figlio, Rum Roger Jr., un ubriaco che sfida tutti nell'ennesima gara di bevute con il grog del padre.
- Young Lindy: era il mozzo della ciurma, gli viene affidato il 4° quadrante (l'angolo in basso a destra) della mappa per Dinky Island.

## Sviluppo
Il leader e designer del progetto fu Ron Gilbert. Il team di sviluppo del gioco fu quasi lo stesso che creò Monkey Island, e Gilbert fu nuovamente coadiuvato da Tim Schafer e Dave Grossman. Gilbert lasciò la LucasArts dopo Monkey Island 2, mentre Grossman andò avanti nella co-produzione di Day of the Tentacle. I progetti futuri di Schafer per la LucasArts includeranno Full Throttle e Grim Fandango.
Ron Gilbert sostiene che la serie di Monkey Island fu parzialmente ispirata dall'attrazione Pirates of the Caribbean presente a Disneyland. In Monkey Island 2 infatti ne esistono un certo numero di tributi, in particolare la scena in cui un cane da guardia in una prigione viene tentato da un osso umano, i tunnel sotterranei in pieno stile Disneyland e gli "E tickets" nella scena finale. Una influenza ancora più grande fu quella del libro del 1988 On Stranger Tides.
Il gioco fu pubblicato su floppy disk per PC (con grafica VGA), Macintosh e Amiga (con grafica standard a 32 colori) nel 1991, e fu incluso più tardi nella compilation su CD-ROM chiamata The Monkey Island Bounty Pack. I piani di distribuzione di Monkey Island 2: LeChuck's Revenge per Sega CD furono interrotti dopo che la versione per Sega CD di The Secret of Monkey Island non vendette quanto sperato. Nel 1994, il gioco fu pubblicato per FM Towns, l'ultimo titolo LucasArts mai pubblicato su quel sistema. L'interfaccia grafica del gioco sarà più tardi adattata per la distribuzione su CD-ROM di The Secret of Monkey Island.
LeChuck's Revenge è stato il primo gioco ad usare il motore audio iMUSE complesso sistema in base al quale le diverse tracce venivano mixate assieme durante i cambi di scena.
Tutte le musiche erano dei file MIDI.